# Stellaria longipes
Stellaria longipes là loài thực vật có hoa thuộc họ Cẩm chướng. Loài này được Goldie miêu tả khoa học đầu tiên năm 1822.